# Taleggio
Taleggio é uma comuna italiana da região da Lombardia, província de Bérgamo, com cerca de 573 habitantes. Estende-se por uma área de 46 km², tendo uma densidade populacional de 12 hab/km². Faz fronteira com Camerata Cornello, Cassiglio, Fuipiano Valle Imagna, Gerosa, Moggio (LC), San Giovanni Bianco, Vedeseta.

## Demografia
| Variação demográfica do município entre 1861 e 2011                               |
|                                                                                   |
| Fonte: Istituto Nazionale di Statistica (ISTAT) - Elaboração gráfica da Wikipedia |